# Campionati italiani estivi di nuoto 1995
I Campionati italiani estivi di nuoto 1995 si sono svolti al Centro Sportivo SNAM di San Donato Milanese dall'1 al 4 luglio 1995. È stata utilizzata la vasca da 50 metri.

## Podi

### Uomini
| Evento               | Oro                                                                                 | Tempo    | Argento                     | Tempo    | Bronzo                      | Tempo    |
| Stile libero         |                                                                                     |          |                             |          |                             |          |
| 50 m                 | René Gusperti                                                                       | 23"13    | Mauro Lanzoni               | 23"48    | Piergiorgio De Felice       | 23"83    |
| 100 m                | Piermaria Siciliano                                                                 | 51"80    | Massimo Trevisan            | 51"83    | Emanuele Idini              | 51"95    |
| 200 m                | Piermaria Siciliano                                                                 | 1'50"46  | Emanuele Idini              | 1'51"18  | Massimo Trevisan            | 1'51"44  |
| 400 m                | Piermaria Siciliano                                                                 | 3'53"83  | Alessandro Berti            | 3'55"40  | Marco Formentini            | 3'58"25  |
| 1500 m               | Alessandro Berti                                                                    | 15'29"17 | Marco Formentini            | 15'29"46 | Samuele Pampana             | 15'40"12 |
| Dorso                |                                                                                     |          |                             |          |                             |          |
| 100 m                | Emanuele Merisi                                                                     | 55"78    | Mirko Mazzari               | 57"07    | Antonio Lucia               | 58"84    |
| 200 m                | Emanuele Merisi                                                                     | 1'58"94  | Stefano Battistelli         | 2'01"37  | Mirko Mazzari               | 2'03"18  |
| Rana                 |                                                                                     |          |                             |          |                             |          |
| 100 m                | Domenico Fioravanti                                                                 | 1'04"42  | Gianluca Marconi            | 1'05"21  | Fabrizio Civallero          | 1'05"59  |
| 200 m                | Domenico Fioravanti                                                                 | 2'17"40  | Luca Sacchi                 | 2'18"07  | Fabio Fusi                  | 2'19"95  |
| Farfalla             |                                                                                     |          |                             |          |                             |          |
| 100 m                | Luis Alberto Laera                                                                  | 54"62    | Andrea Oriana               | 54"72    | Fabrizio Imperadore         | 56"59    |
| 200 m                | Andrea Oriana                                                                       | 1'59"77  | Emanuele Merisi             | 2'01"20  | Massimiliano Eroli          | 2'03"15  |
| Misti                |                                                                                     |          |                             |          |                             |          |
| 200 m                | Luca Sacchi                                                                         | 2'03"27  | Stefano Battistelli         | 2'05"82  | Massimiliano Eroli          | 2'07"72  |
| 400 m                | Luca Sacchi                                                                         | 4'20"81  | Stefano Battistelli         | 4'21"89  | Massimiliano Eroli          | 4'26"63  |
| Staffette            |                                                                                     |          |                             |          |                             |          |
| 4x100 m stile libero | Fiamme Gialle Piermaria Siciliano Luca Belfiore René Gusperti Emanuele Idini        | 3'27"26  | Centro Sportivo Carabinieri | 3'27"40  | Snam Gas Metano             | 3'28"44  |
| 4x200 m stile libero | Fiamme Gialle Emanuele Idini Stefano Battistelli Andrea Palloni Piermaria Siciliano | 7'33"18  | Snam Gas Metano             | 7'34"76  | Centro Sportivo Carabinieri | !7'35"99 |
| 4x100 m mista        | Centro Sportivo Carabinieri                                                         | 3'47"28  | Fiamme Gialle               | 3'49"95  | Snam Gas Metano             | 3'52"58  |

### Donne
| Evento               | Oro                                                                                | Tempo   | Argento              | Tempo   | Bronzo             | Tempo   |
| Stile libero         |                                                                                    |         |                      |         |                    |         |
| 50 m                 | Viviana Susin                                                                      | 26"81   | Cristina Chiuso      | 26"88   | Cecilia Vianini    | 26"99   |
| 100 m                | Viviana Susin                                                                      | 57"75   | Cecilia Vianini      | 57"80   | Alessandra Cassani | 58"77   |
| 200 m                | Cecilia Vallorini                                                                  | 2'05"24 | Lorenza Vigarani     | 2'05"27 | Caterina Borgato   | 2'05"56 |
| 400 m                | Caterina Borgato                                                                   | 4'21"37 | Lisa Giagnoni        | 4'22"18 | Cecilia Vallorini  | 4'23"09 |
| 800 m                | Lorenza Vigarani                                                                   | 8'59"55 | Lisa Giagnoni        | 9'02"01 | Viola Valli        | 9'07"16 |
| Dorso                |                                                                                    |         |                      |         |                    |         |
| 100 m                | Lorenza Vigarani                                                                   | 1'03"91 | Federica Barsanti    | 1'04"77 | Silvia Revelant    | 1'05"29 |
| 200 m                | Lorenza Vigarani                                                                   | 2'12"43 | Ilaria Colaiacono    | 2'15"75 | Giovanna Tocchetto | 2'15"98 |
| Rana                 |                                                                                    |         |                      |         |                    |         |
| 100 m                | Manuela Dalla Valle                                                                | 1'10"79 | Federica Biscia      | 1'12"87 | Chiara Negrini     | 1'12"91 |
| 200 m                | Manuela Dalla Valle                                                                | 2'32"00 | Federica Biscia      | 2'35"46 | Natascia Manzotti  | 2'35"80 |
| Farfalla             |                                                                                    |         |                      |         |                    |         |
| 100 m                | Ilaria Tocchini                                                                    | 1'02"81 | Laura Bianzani       | 1'03"12 | Erica Barazza      | 1'03"54 |
| 200 m                | Ilaria Tocchini                                                                    | 2'14"28 | Laura Bianzani       | 2'15"72 | Erica Barazza      | 2'16"67 |
| Misti                |                                                                                    |         |                      |         |                    |         |
| 200 m                | Ilaria Tocchini                                                                    | 2'18"59 | Francesca Bissoli    | 2'20"59 | Chiara Negrini     | 2'21"39 |
| 400 m                | Francesca Bissoli                                                                  | 4'54"20 | Natascia Manzotti    | 4'57"46 | Laura Porchianello | 4'58"07 |
| Staffette            |                                                                                    |         |                      |         |                    |         |
| 4x100 m stile libero | Livorno Nuoto Cristina Chiuso Malacalza Lara Bianconi Cecilia Vianini              | 3'57"76 | Libertas Safa Torino | 3'58"58 | Aurelia Nuoto      | 3'58"75 |
| 4x200 m stile libero | President Bologna Caterina Borgato Federica Calore Gagliardini Lorenza Vigarani    | 8'26"82 | Snam Gas Metano      | 8'36"22 | Aurelia Nuoto      | 8'38"88 |
| 4x100 m mista        | President Bologna Lorenza Vigarani Simona Brighetti Giulia Gallon Caterina Borgato | 4'24"86 | Legnoflex Plavis     | 4'27"13 | Livorno Nuoto      | 4'27"93 |

### Classifiche per società

#### Maschile
| Pos.    | Società | Pti |
| ------- | ------- | --- |
| Oro     |         |     |
| Argento |         |     |
| Bronzo  |         |     |
| 4.      |         |     |
| 5.      |         |     |
| 6.      |         |     |
| 7.      |         |     |
| 8.      |         |     |
| 9.      |         |     |
| 10.     |         |     |

#### Femminile
| Pos.    | Società | Pti |
| ------- | ------- | --- |
| Oro     |         |     |
| Argento |         |     |
| Bronzo  |         |     |
| 4.      |         |     |
| 5.      |         |     |
| 6.      |         |     |
| 7.      |         |     |
| 8.      |         |     |
| 9.      |         |     |
| 10.     |         |     |